# زونود
زونود (به لاتین:Zunud) یک منطقه مسکونی در جمهوری آذربایجان است که در شهرستان شکی واقع شده است. زونود ۱۳۳۹ نفر جمعیت دارد.

## دین
در مسجد جامع این روستا یک هیئت مذهبی وجود دارد.